# Nanobalcis cherbonnieri
Nanobalcis cherbonnieri is een slakkensoort uit de familie van de Eulimidae. De wetenschappelijke naam van de soort is voor het eerst geldig gepubliceerd in 1990 door Warén.